# Aderus melanosoma
Aderus melanosoma là một loài bọ cánh cứng trong họ Aderidae. Loài này được Champion miêu tả khoa học năm 1915.